# 81915 Гартвік
81915 Гартвік (81915 Hartwick) — астероїд головного поясу, відкритий 15 липня 2000 року.
Тіссеранів параметр щодо Юпітера — 3,167.